# Amores (danza)
Amores es una danza nativa argentina. Se bailó en la campaña de la región pampeana desde 1820 hasta comienzos del siglo XX; algunos escritos también dicen que se la vio bailar en el norte. Tuvo difusión en los salones de la ciudad de Buenos Aires hacia 1825.

## Clasificación
Danza de galanteo de parejas sueltas, de movimientos vivos; se baila con castañetas y paso básico. se baila entre dos parejas (cuatro personas).Y se baila en 4 posiciones.

## Coreografía
- 1. Primer paseo: la primera pareja retrocede, la segunda avanza (4c).
- 2. Segundo paseo: la segunda pareja retrocede, la primera avanza (4c).
- 3 y 4. (Se repiten las figuras 2 y 3. 8c).
- 5. Cruce varones (con mano derecha), palmas de damas(4c).
- 6. Cruce damas (con mano derecha), palmas varones (4c).
- 7. Cruce varones (con mano izquierda), palmas damas (4c).
- 8. Cruce damas (con mano izquierda), palmas varones (4c).
- 9. Cadena (8c).
- 10. Media vuelta: en conjunto (4c).
- 11. Giro final (4c).